# Josef Stering
Josef Stering (Köflach, 6 marzo 1949) è un ex calciatore austriaco, di ruolo centrocampista.

## Palmarès

### Club

#### Competizioni nazionali
- Campionato austriaco: 2

VÖEST Linz: 1973-1974
SSW Innsbruck: 1976-1977
- Coppa d'Austria: 2

SSW Innsbruck : 1977-1978
Grazer AK: 1980-1981
- 2. Fußball-Bundesliga: 1

Monaco 1860: 1978-1979